# 청원군 이간 묘역
청원군 이간 묘역(靑原君 李侃 墓域)은 대한민국 경기도 파주시 교하동에 있는, 조선 성종의 8자 익양군의 손자 청원군 이간을 비롯한 5기의 왕족 묘역이다. 2006년 4월 20일 파주시의 향토문화유산 제23호로 지정되었다.

## 개요
청원군 이간(靑原君 李侃) 묘역은 조선시대 성종의 8째 아들인 익양군의 손자 청원군(靑原君) 이간(李侃)의 묘역으로 청원군 묘를 중심으로 하여 청원군의 장남 광산수 이효윤(光山守 李孝胤)과 차남 금산군 이성윤(錦山君 李誠胤), 그리고 금산군의 자(子)이정방(李庭芳), 그리고 이정방의 며느리 광산 정씨(光山鄭氏) 묘역 등 모두 4대(代)에 걸친 5인의 묘역이 한 구역에 위치하고있다. 
청원군 이간(靑原君 李侃, 1539~1592)의 자(字)는 중직(仲直), 호는 송경(松)으로 처음에 청원부정(靑原副正)을 받고 도정(都正)이 되고 다시 명선대부(明善大夫)에 올랐다. 임진왜란 때 병환으로 종실의 신하로써 왕을 호종 할 수 없게 되자 아들 금산군으로 하여금 왕을 호종케하고 그 해 7월에 사망하였다.청원군(靑原君)을 증직받고 승헌대부(承憲大夫)에 봉해졌다. 광산수 이효윤(光山守 李孝胤, 1554~1612)은 청원군의 장남으로 광산수(光山守)를 받고 관직은 창선대부(彰善大夫)에 이르렀으며 문예에 뛰어났고 시문(詩文)에 조예가 깊었다. 금산군 이성윤(錦山君 李誠胤, 1570~1620)은 차남으로 임진왜란때 병환중인 부친의 부탁으로 선조임금을 호종하였다. 도정(都正)에 특진되고 명선대부(明善大夫)가 되었으며 위성공신(衛聖功臣) 2등에 오르고 금산군(錦山君)에 봉해졌다. 승헌대부(承憲大夫)에 오르고 흥록대부(興祿大夫)에 증직되었으며 시호(諡號)는 충정(忠貞)이다. 
묘역은 비탈진 구릉상에 한 구역에 조성되어 있는데 가장 선대인 청원군 이간묘역을 중심으로 그 위에 청원군의 둘째 아들인 금산군 이성윤의 묘가 위치하며 청원군 묘 아래로 금산군의 아들인 이정방 묘, 가장 하단에 이정방 아들 이민정의 부인 광산정씨 묘 4개가 상하 일렬로 배치되어 있으며 모두 단봉분으로 조성되어 있다. 그리고 청원군의 장남 광산수 이효윤의 묘는 금산군 묘의 좌측 하단에 별도로 조성하였으며 부인 창녕성씨와 쌍분을 이루고 있다. 묘역 내 석물로는 각 묘역마다 혼유석, 상석, 망주석이 원래대로 보존되어 있으나 석인상은 지난 1998년 6월경 모두 도난당했다. 
각 묘역 봉분 중앙에 묘비가 세워져 있는데 청원군 이간 묘비와 금산군 이성윤 묘비의 이수부에는 이무기의 모습을 매우 사실적이며 정교하게 조각하였다.

## 석인상 도난
성종의 여덟 번째 아들 익양군의 손자 청원군(이간), 증손자 금산군(이성윤), 광산수(이효운), 고손 이정방, 5대손 이민정 등 4대 5인의 묘역에서 1500년부터 1600년대에 묘역에서 6점이 1998.6.1-7.30 사이에 도난되었다.